# 1976년 일본 시리즈
1976년 일본 시리즈(일본어: 1976年の日本シリーズ)는 1976년 10월 23일부터 11월 2일까지 열린 일본 프로 야구의 일본 시리즈 경기이다. 퍼시픽 리그 우승 팀인 한큐 브레이브스가 총 7차례의 접전을 펼친 끝에 센트럴 리그 우승팀 요미우리 자이언츠를 누르고 4승 3패의 성적을 기록, 2년 연속 2번째 우승을 차지했다.

## 감독
| 소속 리그   | 소속              | 감독            |
| ----------- | ----------------- | --------------- |
| 센트럴 리그 | 요미우리 자이언츠 | 나가시마 시게오 |
| 퍼시픽 리그 | 한큐 브레이브스   | 우에다 도시하루 |

## 경기 일정
- 1차전 : 10월 23일
- 2차전 : 10월 25일
- 3차전 : 10월 27일
- 4차전 : 10월 29일
- 5차전 : 10월 30일
- 6차전 : 11월 1일
- 7차전 : 11월 2일

## 경기 기록
| 일시                                  | 경기   | 원정팀(선공)      | 스코어    | 홈팀(후공)        | 개최 구장            | 개시 시각 | 경기 시간  | 관중수   |
| ------------------------------------- | ------ | ----------------- | --------- | ----------------- | -------------------- | --------- | ---------- | -------- |
| 10월 23일(토)                         | 1차전  | 한큐 브레이브스   | 6 - 4     | 요미우리 자이언츠 | 고라쿠엔 구장        | 13시 04분 | 3시간 16분 | 40,659명 |
| 10월 24일(일)                         | 2차전  | 우천 취소         | 우천 취소 | 우천 취소         | 고라쿠엔 구장        | -         | -          | -        |
| 10월 25일(월)                         | 2차전  | 한큐 브레이브스   | 5 - 4     | 요미우리 자이언츠 | 고라쿠엔 구장        | 13시 00분 | 3시간 6분  | 47,452명 |
| 10월 26일(화)                         | 이동일 | 이동일            | 이동일    | 이동일            | 이동일               | 이동일    | 이동일     | 이동일   |
| 10월 27일(수)                         | 3차전  | 요미우리 자이언츠 | 3 - 10    | 한큐 브레이브스   | 한큐 니시노미야 구장 | 13시 00분 | 3시간 16분 | 29,241명 |
| 10월 28일(목)                         | 4차전  | 우천 취소         | 우천 취소 | 우천 취소         | 한큐 니시노미야 구장 | -         | -          | -        |
| 10월 29일(금)                         | 4차전  | 요미우리 자이언츠 | 4 - 2     | 한큐 브레이브스   | 한큐 니시노미야 구장 | 13시 00분 | 2시간 44분 | 23,443명 |
| 10월 30일(토)                         | 5차전  | 요미우리 자이언츠 | 5 - 3     | 한큐 브레이브스   | 한큐 니시노미야 구장 | 13시 00분 | 2시간 51분 | 26,099명 |
| 10월 31일(일)                         | 이동일 | 이동일            | 이동일    | 이동일            | 이동일               | 이동일    | 이동일     | 이동일   |
| 11월 1일(월)                          | 6차전  | 한큐 브레이브스   | 7 - 8     | 요미우리 자이언츠 | 고라쿠엔 구장        | 13시 00분 | 3시간 38분 | 44,948명 |
| 11월 2일(화)                          | 7차전  | 한큐 브레이브스   | 4 - 2     | 요미우리 자이언츠 | 고라쿠엔 구장        | 13시 00분 | 3시간 2분  | 45,967명 |
| 우승: 한큐 브레이브스(2년 연속 2번째) |        |                   |           |                   |                      |           |            |          |

## 일본 시리즈 경기 결과

### 1차전
- 10월 23일 - 고라쿠엔 구장

| 팀 | 1 | 2 | 3 | 4 | 5 | 6 | 7 | 8 | 9 | R | H  | E |
| 한큐 | 0 | 1 | 0 | 0 | 3 | 0 | 0 | 1 | 1 | 6 | 14 | 2 |
| 요미우리 | 2 | 0 | 0 | 0 | 0 | 2 | 0 | 0 | 0 | 4 | 8  | 1 |
| 승리 투수: 야마구치 다카시(1-0) 패전 투수: 고바야시 시게루(0-1) 홈런: 한큐 – 나카자와 신지(9회 1점) 요미우리 – 오 사다하루(6회 2점) |   |   |   |   |   |   |   |   |   |   |    |   |

### 2차전
- 10월 25일 - 고라쿠엔 구장

| 팀 | 1 | 2 | 3 | 4 | 5 | 6 | 7 | 8 | 9 | R | H  | E |
| 한큐 | 0 | 2 | 0 | 0 | 2 | 0 | 0 | 1 | 0 | 5 | 11 | 0 |
| 요미우리 | 0 | 0 | 0 | 1 | 0 | 0 | 2 | 1 | 0 | 4 | 7  | 5 |
| 승리 투수: 아다치 미쓰히로(1-0) 패전 투수: 클라이드 라이트(0-1) 세이브: 야마구치 다카시(1S) 홈런: 요미우리 – 오 사다하루(7회 1점) |   |   |   |   |   |   |   |   |   |   |    |   |

### 3차전
- 10월 27일 - 한큐 니시노미야 구장

| 팀                                                                                            | 1 | 2 | 3 | 4 | 5 | 6 | 7 | 8 | 9 | R  | H  | E |
| 요미우리                                                                                      | 0 | 0 | 2 | 0 | 0 | 0 | 0 | 1 | 0 | 3  | 8  | 0 |
| 한큐                                                                                          | 4 | 0 | 0 | 0 | 3 | 0 | 0 | 3 | X | 10 | 11 | 1 |
| 승리 투수: 야마다 히사시(1-0) 패전 투수: 가토 하지메(0-1) 홈런: 한큐 – 바비 마르카노(5회 3점) |   |   |   |   |   |   |   |   |   |    |    |   |

### 4차전
- 10월 29일 - 한큐 니시노미야 구장

| 팀 | 1 | 2 | 3 | 4 | 5 | 6 | 7 | 8 | 9 | R | H | E |
| 요미우리 | 0 | 1 | 0 | 0 | 0 | 0 | 1 | 0 | 2 | 4 | 6 | 1 |
| 한큐 | 1 | 0 | 1 | 0 | 0 | 0 | 0 | 0 | 0 | 2 | 4 | 0 |
| 승리 투수: 고바야시 시게루(1-1) 패전 투수: 야마구치 다카시(1-1) 홈런: 요미우리 – 오 사다하루(2회 1점), 시바타 이사오(9회 2점) 한큐 – 후쿠모토 유타카(1회 1점) |   |   |   |   |   |   |   |   |   |   |   |   |

### 5차전
- 10월 30일 - 한큐 니시노미야 구장

| 팀 | 1 | 2 | 3 | 4 | 5 | 6 | 7 | 8 | 9 | R | H  | E |
| 요미우리 | 0 | 0 | 0 | 4 | 0 | 0 | 1 | 0 | 0 | 5 | 11 | 0 |
| 한큐 | 0 | 0 | 0 | 1 | 0 | 0 | 0 | 2 | 0 | 3 | 7  | 0 |
| 승리 투수: 클라이드 라이트(1-1) 패전 투수: 야마다 히사시(1-1) 세이브: 고바야시 시게루(1S) 홈런: 요미우리 – 클라이드 라이트(4회 2점) |   |   |   |   |   |   |   |   |   |   |    |   |

### 6차전
- 11월 1일 - 고라쿠엔 구장(연장 10회)

| 팀 | 1 | 2 | 3 | 4 | 5 | 6 | 7 | 8 | 9 | 10 | R | H  | E |
| 한큐 | 2 | 0 | 0 | 2 | 3 | 0 | 0 | 0 | 0 | 0  | 7 | 8  | 1 |
| 요미우리 | 0 | 0 | 0 | 0 | 2 | 3 | 0 | 2 | 0 | 1X | 8 | 12 | 0 |
| 승리 투수: 고바야시 시게루(2-1) 패전 투수: 야마다 히사시(1-2) 홈런: 한큐 – 버니 윌리엄스(5회 3점) 요미우리 – 아와구치 겐지(6회 3점), 시바타 이사오(8회 2점) |   |   |   |   |   |   |   |   |   |    |   |    |   |

### 7차전
- 11월 2일 - 고라쿠엔 구장

| 팀 | 1 | 2 | 3 | 4 | 5 | 6 | 7 | 8 | 9 | R | H | E |
| 한큐 | 0 | 0 | 1 | 0 | 0 | 0 | 2 | 1 | 0 | 4 | 7 | 1 |
| 요미우리 | 0 | 0 | 0 | 0 | 1 | 1 | 0 | 0 | 0 | 2 | 5 | 0 |
| 승리 투수: 아다치 미쓰히로(2-0) 패전 투수: 클라이드 라이트(1-2) 홈런: 한큐 – 모리모토 기요시(7회 2점), 후쿠모토 유타카(8회 1점) 요미우리 – 다카다 시게루(5회 1점) |   |   |   |   |   |   |   |   |   |   |   |   |

## 수상 선수
- MVP : 후쿠모토 유타카(한큐)
- 최우수 투수상 : 아다치 미쓰히로(한큐)
- 타격상 : 후쿠모토 유타카(한큐), 시바타 이사오(요미우리)
- 기능상 : 바비 마르카노(한큐)
- 우수 선수상 : 버니 윌리엄스(한큐)
- 감투상 : 시바타 이사오(요미우리)

## 같이 보기
- 1976년 월드 시리즈